# Dragutin Haramija
Dragutin Haramija (Čavle, 12. kolovoza 1923. – Zagreb, 28. studenoga 2012.), hrvatski političar, jedan od osnivača HNS-a. Dugogodišnji gradonačelnik Rijeke i predsjednik Vlade SR Hrvatske u vrijeme Hrvatskog proljeća.

## Životopis
Rođen je u Čavlima i djetinjstvo i ranu mladost proveo je na Grobništini, uz dvojicu braće i sestru. Očeva obitelj bila je imućna i ugledna trgovačka obitelj. Dragutin je Haramija upisao građansku školu na Sušaku i svakoga je dana pješice odlazio niz Banska vrata na Sušak.
Sa 16 godina, ostavši bez oca, počeo je sa starijim bratom uzdržavati obitelj, a odmah na početku talijanske okupacije pridružio se Narodnooslobodilačkoj borbi i kraj rata dočekao je u Primorsko-goranskoj diviziji.
Provodio je liberalnu ekonomsku politiku i zalagao se za ekonomsku neovisnost Hrvatske. Bio je Predsjednik Izvršnog vijeća Sabora Socijalističke Republike Hrvatske od svibnja 1969. do prosinca 1971.
Dragutin Haramija dobrovoljno je podnio ostavku nakon neuspjeha Hrvatskog proljeća no ostao je vjeran idejama Savke Dabčević-Kučar i Mike Tripalo.
S predsjednikom IS Skupštine SR Slovenije Stanom Kavčičem potpisuju sporazum o gradnji Nuklearne elektrane Krško u listopdadu 1970.
Nakon sjednice Izvršnog komiteta SKH 30. studenog i 1. prosinca 1971. u Karađorđevu, te 1. i 2. prosinca iste godine na 21. sjednici CK SKJ, ostavke su podnijeli Savka Dabčević-Kučar, Miloš Žanko, Miko Tripalo, Pero Pirker, Marko Koprtla i Janko Bobetko, a također je odlučeno da se s dotadašnjih dužnosti smijene predsjednik i potpredsjednik CK SK Zagreba Srećko Bijelić i Dragutin Haramija, a za novu predsjednicu CK SKH izabrana je Milka Planinc.